# サンセット・メモリー
「サンセット・メモリー」は、詞：竜真知子、曲/編：木森敏之、歌：杉村尚美で発表された楽曲である。フォークソング・グループの日暮しのボーカルとして当時榊原尚美名で活動していた杉村が、1979年の日暮し解散後、ソロ歌手として初のシングルレコードA面として発売した。

## 解説
日本テレビ系列火曜夜の連続テレビドラマ『炎の犬』（1981年1月6日～3月31日）の主題歌に採用された。
オリコンチャート上においては46万枚を超える売上で、杉村の最大のヒット・シングル曲となった。
フジテレビ系列の『夜のヒットスタジオ』へは、日暮しのボーカル時代にヒットした1978年の「い・に・し・え」以来、約3年振りに当番組へ登場した。
TBS系列の『ザ・ベストテン』においては、1981年4月2日に「今週のスポットライト」で初出演。その後4月30日に第10位で初ランクイン、5月14日・5月21日・5月28日と3週連続で最高8位に上昇、6月4日放送時の第10位迄、通算連続で6週間ランクされた。
同曲をテレビの音楽番組で披露する際の杉村は、レコード音源よりもキーを下げて歌唱していた。
しかし、杉村本人は当時を振り返って「急にこの曲がヒットして、数々のTV番組へ生出演を依頼されスポット・ライトを浴びてしまい、『自分は場違いな処に居る』と言うのが本音だった。外にも自由に歩けなくなったし、大変な思いばかりをした」等と、「当曲のブレイクは本望で無かった」とも述懐している。

## 収録曲
1. サンセット・メモリー
2. 昨日にさよなら
  - 両楽曲共に作詞：竜真知子、作曲・編曲：木森敏之